# Hultsbruk
Hultsbruk, eller Hults bruk, är en småort och ett järnbruk som har blivit känd för den tillverkning av yxor som har skett på plats sedan slutet av 1800-talet, till stor del på export. 
Hultsbruk ligger vid Ågelsjön i Kvillinge socken i Norrköpings kommun, strax väster om Åby. Ågelsjön ligger 67,2 meter över havet, varifrån Hultån rinner ned i Hultdalen med en fallhöjd på 56 meter. Vattnet rinner i en 750 meter lång tub till en kraftstation.

## Historik

### Förhistoria
Platsen har varit bebodd ända sedan stenåldern. Platsen ligger längst in i Hultdalen på en sluttning upp mot Ågelsjön. På stenåldern var Hultdalen en havsvik som gick in till den plats där det 2009 står fyra flerfamiljshus, cirka 43 meter över havet. När en av dessa, arbetarbostaden Sion, uppfördes 1878–1879 hittades vid grundläggningen 84 yxor samt slipstenar och en knacksten. När skolan byggdes 1886 hittades ett hundratal yxor som inte togs tillvara utan kastades tillbaka. Någon enstaka yxa har också hittats på 38-metersnivån, ingen yxa har hittats på en lägre punkt över havet än så. Vid tillverkningen har man dels använt lokal grönsten, dels använt material som verkar komma från Skåne, Västergötland och Närke, bland annat flinta. Forskare har tolkat fyndplatsen som att yxor har tillverkats på platsen i sådan omfattning att man kan tala om en verkstadsplats där yxor har tillverkats för att handla med.
Cirka 400 meter nordost om Hultsbruks herrgård har man hittat resterna efter en fornborg. Landhöjningen gjorde att havet drog sig undan, och eftersom människorna här var beroende av fiske så flyttade man vidare. De sista boplatserna försvann troligtvis under gånggriftstiden.
I historisk tid är den äldste kände torparen här Arvast, "arffwastr i hwlte" som omnämns i samband med en markaffär den 4 juli 1467. I ett dokument från den 21 april 1479 omtalas Brynolf i Hult, "bröniolff i Holthe". Därefter verkar Hult ha varit obebott till följd av pest. 1543 ägs Hult av Måns i Åby. I Hult har också funnits sågkvarnar: 1590 fanns en enda, 1591 två stycken, 1620 och 1683 fyra stycken.
År 1616 betalade Algot i Hult 3 daler för Älvsborgs lösen. Platsen kom att ägas av Nils Posse av Geddaholm, som 1626 bytte bort Hult till friherre Carl Ericsson Oxenstierna till Lindö. Dennes arvinge Erik övertog Hult 1629 och pantsatte det 1686 till amiral Johan Behr på Malmö gård. Inteckningen överläts därefter till rådmannen Henrik Speet och dennes broder Petter Speet.

### Bruket grundas
År 1697 blev Jakob Reenstierna (d.y) ägare till torpet Hult. Han ansåg att detta var rätt plats för ett järnbruk och samma år fick han privilegium från Bergskollegium på "en knipp- och manufakturhammare vid frälsetorpet Hult". Platsen var väl vald, med god tillgång både på vattenkraft som kunde driva kvarnar och hammare samt god tillgång på skog, som man kunde tillverka träkol av. År 1709 byggdes en spiksmedja, och ett vattenhjul drev fyra mindre spikhammare. Man tillverkade först skeppsspik, och då var det nödvändigt med just träkol. År 1711 byggdes ytterligare en spiksmedja med ytterligare fyra hammare. Tydligen var den spik som tillverkades av mycket hög kvalitet och exporterades ända till Spanien och Portugal via Amsterdam. Karl XII befriade Reenstierna från att betala de tullar och avgifter som var förknippade med detta.
År 1716 avled Jacob Reenstierna och bruket ärvdes av hans änka Magdalena Toutin-Reenstierna. Verksamheten fortsatte som tidigare, tills bruket bytte ägare 1732. Enligt köpehandlingarna bestod bruket då av "3ne Wattusmedior och en knippsmedia, uti hwar vattusmedia 4 st. Spijkhamrar".

### 1732–1745
År 1732 såldes bruket till änkan Brigitta Wallrave von Berchner. Med det började en uppgångsperiod i brukets historia. Redan 1733 ansökte hon om privilegiebrev att få tillverka stångjärn vid bruket, och ett sådant beviljades av Bergskollegium 1733, dock med reservation att stångjärnet inte fick säljas vidare, utan skulle användas för brukets eget behov. Det tackjärn som behövdes köptes från Nora bergslag. Bergskollegiets reservation begränsade utvecklingen för bruket och 1744 gjordes en ny privilegieansökan, vilken beviljades; bruket fick sälja 200 skeppund stångjärn varje år.
År 1744 fick bruket även tillstånd att uppföra en plåt- och bleckhammare, och bruket beviljades nio års skattefrihet. Något herrgårdsliv eller liknande fanns då inte vid Hult, Brigitta Wallrave var bosatt på Svärta gård norr om Nyköping, och en inspektor skötte den dagliga verksamheten.

### 1745–1760
År 1745 dog Brigitta Wallrave von Berchner och bruket ärvdes av hennes äldsta barnbarn, Maria Eleonora Strahlenberg. Troligen ägnade hon mycket liten tid åt bruket, hon var gift med friherre Carl Mårten Fleetwood som 1745–1750 var landshövding i Hallands län, och troligen var hon själv bosatt där då. I övrigt var hon bosatt på Lindö gård i Runtuna socken i Södermanland. Vid den här tiden tillverkades på bruket bultjärn, bandjärn, ekspik, härdspik, läktspik samt spadar och yxor. År 1752 sålde hon bruket till bergspatronerna Jacob Broberg och Pehr Hellwegh. Denne Pehr Hellwegh kom några år senare även att äga Rodga säteri någon mil norr om bruket. År 1760 bytte bruket ägare på nytt, med friherre Johan Abraham Hamilton till Boo som ny ägare.

### 1763–1778 – Eran Graver
År 1763 sålde Hamilton bruket till borgaren från Stockholm, Jacob Graver. Köpehandlingen undertecknades på Björnsnäs säteri, där den ännu finns bevarad. I köpet ingick även Rodga säteri. I köpehandlingen beskrivs Rodga och Hults Bruk så här:
"Cattunsfabriken [Rodga med 18 vävstolar, såg och mjölkvarn samt Hults Bruk bestående av] en ämneshammare med 500 skeppunds smide, en plåthammare med 200 d:o stångjärnssmide, ellofwa stycken kniphamrar, samt en qwarn". I köpet ingick också "Berustade säteriet Sillesio, Näkna masugn och Stens Stångjärnshammare med därtill hörande Grufwor". Köpeskillingen uppgick till "ellofwa hundrade åttatijo fem tusen daler kopparmynt".
I mitten av 1760-talet fanns längs Hultån sex smedjor på en sträcka av 450 meter. Ugnarna till dessa eldades med kol, och vattenhjulen i ån drevs med överfall. Förmodligen år 1760 uppfördes den första mangårdsbyggnaden i Hult för den dåvarande arrendatorn med familj. Familjen Graver har dock främst bott på Rodga som han köpte i februari 1763. Jakob Graver lät också anlägga en trädgård med namnet Jakobsdal strax norr om Ågelsjön.

### 1778–1818
År 1778 sålde Jakob Graver bruket till lagmannen Anders Juringius. Denne med familj blev den förste av brukets ägare som också bodde på platsen. År 1799 såldes bruket för två tunnor guld (200 000 daler silvermynt) till major Bengt Ribbing. Ribbing byggde ut plåtsmidet med tackjärn från Bergslagen.

### Eran Ekelund

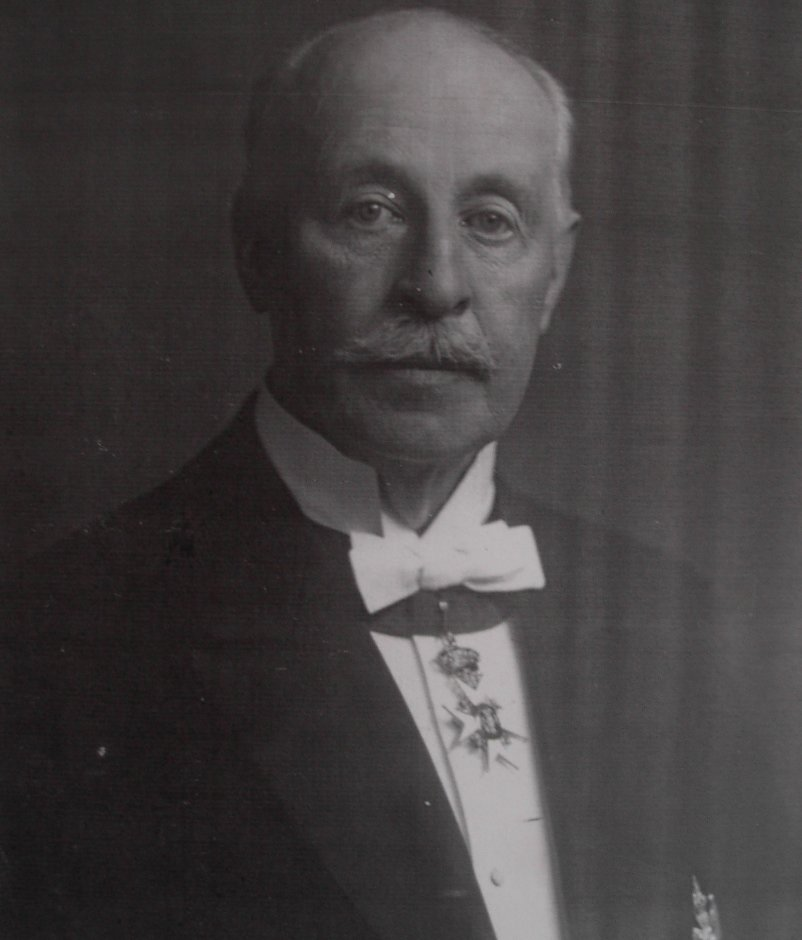
Gunnar Ekelund. Runt halsen bär han Vasaorden

Bengt Ribbing avled 1811 och 1818 köptes bruket av grosshandlare Magnus Lorentz Ekelund i Norrköping som drev bruket vidare. Vid hans tillträde fanns en mangårdsbyggnad, inspektors- och kontorsbyggnader, en stångjärnssmedja, ett gjuteri, en byggnad med två spikhammare och en räckhammare, en byggnad med tre knipphammare, ett hus för en linproberingsmaskin för tillverkning av ankarkätting, en kvarn, ett orangeri samt ytterligare några byggnader. I gjuteriet tillverkades bland annat kakelugnar, kittlar, stekpannor, grytor, ringklockor, soffgavlar, trädgårdsbord med mera. En ny mangårdsbyggnad hade uppförts omkring 1800. På 1840-talet fanns det ett ullspinneri men detta var endast igång 1843–1844.
Magnus Ekelund ägnade även mycket tid åt lantbruket och sysslade bland annat med växtodlingsförsök. Antalet gårdar i hans ägo kom att utökas, bland annat med Rodga 1820 som alltså åter förenades med bruket. På Rodga verkar Magnus Ekelund med familj ha tillbringat somrarna. I Hults bruks omedelbara närhet ligger Sätra som också förvärvades och där författaren Carl Anton Wetterbergh var bosatt på 1850-talet.
Kring smedjorna växte ett samhälle fram, och på 1830-talet hade bruket ett 30-tal anställda. Marknaden för smidesprodukter var så dålig att den tillverkningen upphörde cirka 1830. Några år dessförinnan hade bruket börjat tillverka ankarkättingar av järn och 1825 uppfördes en byggnad för linprovning. Tillverkningen av spik upphörde 1882 eftersom det var för hård konkurrens från andra tillverkare som hade gått in för maskinell tillverkning, till skillnad från Hults bruks handsmidda spik. Tillverkningen av kätting upphörde på 1860-talet då man även där mött alltför hård konkurrens. Ett gjuteri med mekanisk verkstad tillkom under 1820-talet och där kom det bland annat att tillverkas lantbruksmaskiner och järnvägsdressiner.
Yxtillverkning verkar ha startat på 1850-talet men då endast för det egna behovet. Bruket var representerat med en egen monter på Världsutställningen 1873 i Wien.

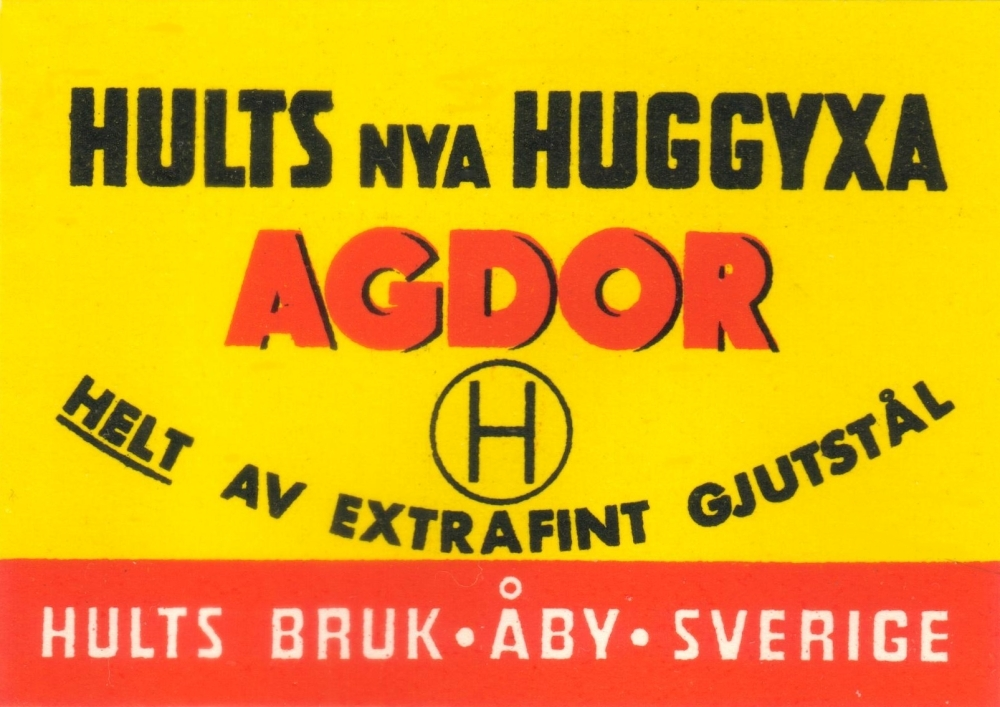
Brukets mest berömda yxmodell kom att kallas Agdor, som är Rodga baklänges.

Magnus Ekelund avled 1850 men hade dessförinnan delat upp bruket på sina barn. Sönerna William Magnus och Hugo lyckade dock med tiden lösa ut sina syskon och 1886 fanns det åter endast en ägare, Magnus Ekelunds barnbarn Gunnar Ekelund. Bruket hade börjat tillverka jordbruksmaskiner och järnvägsdressiner men dessa varor blev allt mindre lönsamma och Gunnar Ekelund beslutade att bruket skulle inriktas på att tillverka yxor. Tillverkningen startade i slutet av 1870-talet eller början av 1880-talet och Ekelund reste också till USA 1887 för att se hur yxtillverkningen gick till där. Tidigare hade yxor tillverkats för hand men Ekelund ville få till stånd en industriell tillverkning. Detta visade sig vara lyckosamt och yxtillverkningen kom snart att överflyga annan produktion.
Åren 1899–1900 byggdes en ny herrgårdsbyggnad för det då svindlande beloppet av minst 300 000 kronor med Isak Gustaf Clason som arkitekt. Bruket bestod inte bara av tillverkning, utan där fanns också jord- och skogsbruk. 1911 inrättades ett avelscentrum för nötboskap av ayrshireras. Det har funnits ett mejeri, barnen fick gå i bruksskolan, och allt som behövdes kunde köpas i brukshandeln. Brukspatron Ekelund hade stor makt.
År 1920 ombildades bruket till ett aktiebolag med ett aktiekapital på 1,2 miljoner kronor. Aktiebolaget ägdes av Ekelund och hans två svärsöner, Nils Einar Stenbeck och Arvid Moberg. Efter Ekelunds bortgång 1928 drev dessa företaget vidare. På grund av den ekonomiska krisen på 1930-talet tvingades de 1935 att sälja bruket till AB Furuplywood för 540 000 kronor. Styrelseordförande 1936–1944 var Marcus Wallenberg. Under 1930-talet gjordes tillverkningen av yxor i allt högre grad mekaniserad. År 1938 köptes bolaget AB Svealiar i Örebro och tillverkningen av liar flyttades till bruket.

### 1944–

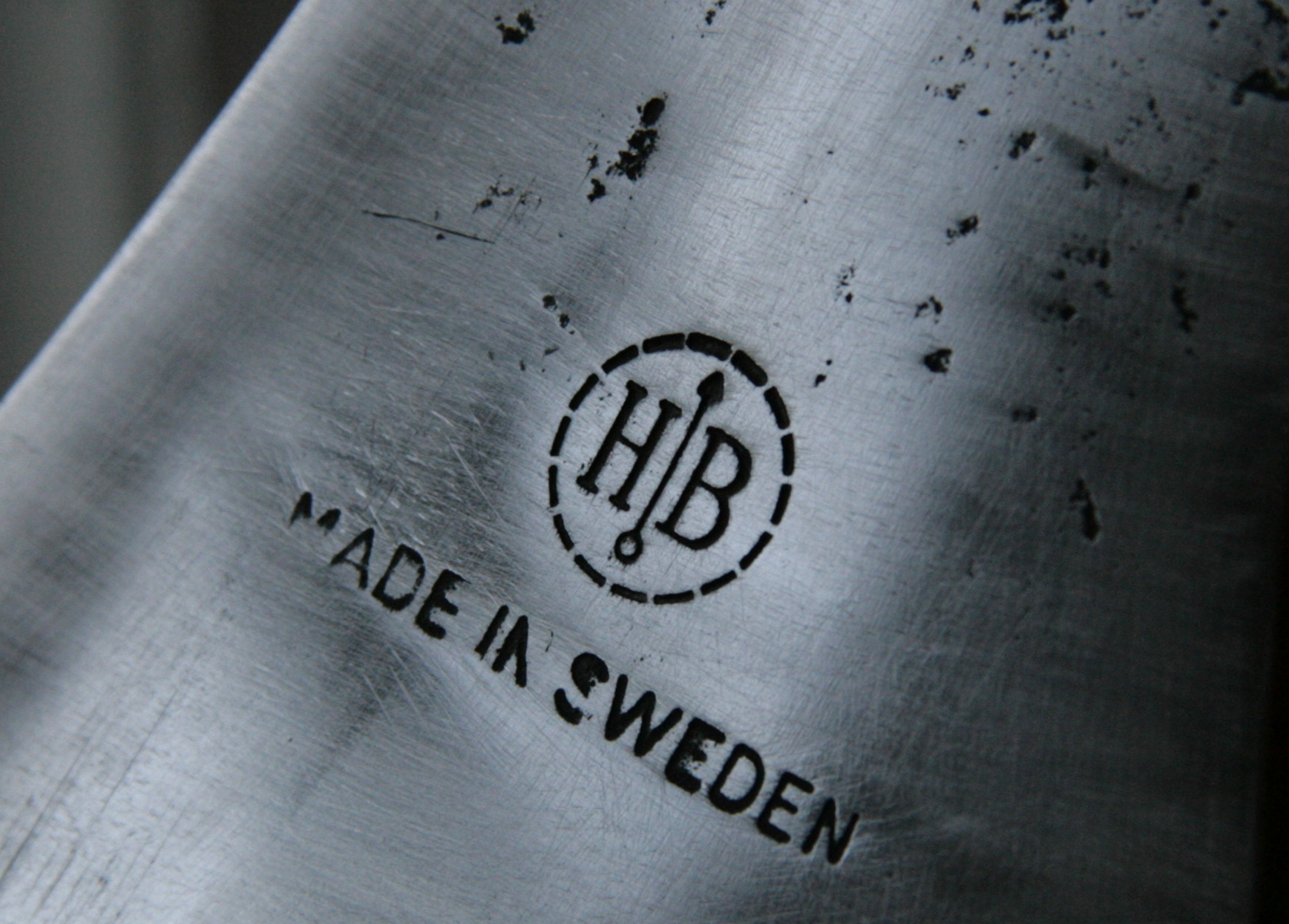
Hults bruks logotyp instämplat på en yxa

År 1944 övertogs bruket av Holmens bruks och fabriks AB, som separerade yxtillverkningen från lant- och skogsbruket. Under 1950-talet började den tidigare bruksandan luckras upp. Arbetarna flyttade till egnahem i Åby eller Norrköping. Tack vare bilen behövde man inte längre bo på samma plats som man arbetade. Det blev även svårare att rekrytera folk till bruket, Under 1960-talet rekryterades arbetare från Finland.
Fram till 1970-talet tillverkades en stor mängd reservdelar till olika maskiner. Under några årtionden fanns en liesmedja, och man har även tillverkat sågar. I slutet av 1970-talet lades gjuteriet ner och sedan dess har tillverkningen av yxor dominerat. Samtidigt lades även brukshandeln ned.
År 1988 köptes bruket upp av eskilstinaföretaget Tors Hammare. Numera ingår bruket i Hultaforskoncernen. Förutom yxor tillverkas spett. Mer än hälften av produkterna exporteras, med viktiga exportmarknader som Australien, Nya Zeeland och Kanada.

### Befolkningsutveckling
| Befolkningsutvecklingen i Hultsbruk 1950–2015                                                                                                  | Befolkningsutvecklingen i Hultsbruk 1950–2015 | Befolkningsutvecklingen i Hultsbruk 1950–2015 | Befolkningsutvecklingen i Hultsbruk 1950–2015 | Befolkningsutvecklingen i Hultsbruk 1950–2015 |
| --- | --------------------------------------------- | --------------------------------------------- | --------------------------------------------- | --------------------------------------------- |
| |                                               |                                               |                                               |                                               |
| År |                                               |                                               | Folkmängd                                     | Areal (ha)                                    |
| 1950 | 1950                                          |                                               | 213                                           | ##                                            |
| 1960 | 1960                                          |                                               | 155                                           | ¤                                             |
| 1990 | 1990                                          |                                               | 75                                            | 8#                                            |
| 1995 | 1995                                          |                                               | 65                                            | 18#                                           |
| 2000 | 2000                                          |                                               | 54                                            | 18#                                           |
| 2005 | 2005                                          |                                               | 54                                            | 18#                                           |
| 2010 | 2010                                          |                                               | 61                                            | 19#                                           |
| 2015 | 2015                                          |                                               | 73                                            | 26#                                           |
| Anm.: Mindre än 200 invånare 1960 ## Som tätort/befolkningsagglomeration 1920–1950. ¤ Som tätortsbebyggelse med 150-199 invånare # Som småort. |                                               |                                               |                                               |                                               |

## Yxtillverkning

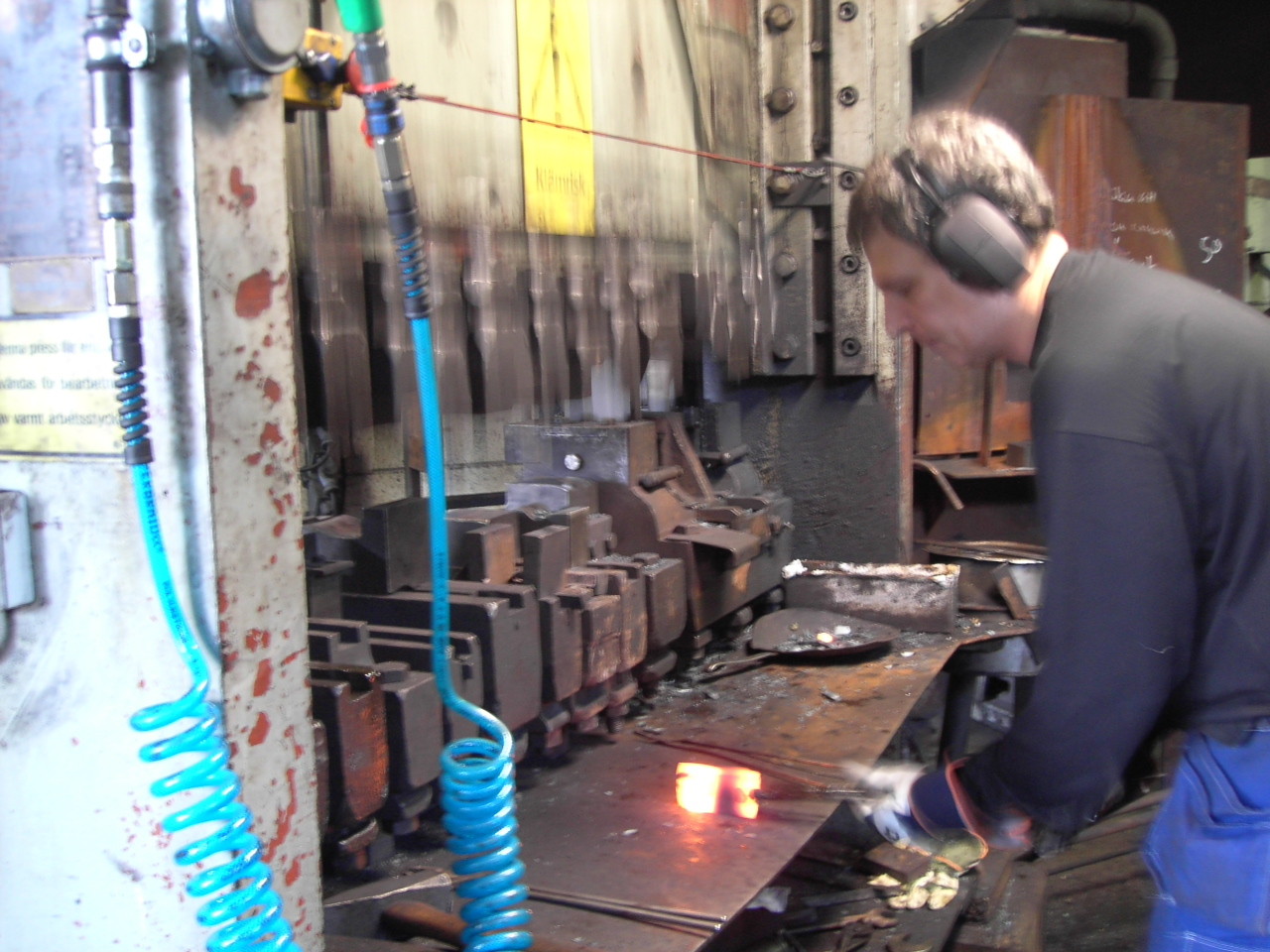
Tillverkning av yxor vid Hults Bruk 2005. Det upphettade huvudet formas i pressen till önskvärd form.
Så här låter Yxpressen i drift

Råmaterialet till yxorna är malmbaserat stål, som levereras i form av stålstänger, cirka 3,5 meter långa. Yxskaften tillverkas i trä; vanligen hickory, björk eller bok.
Stålet delas först i, för ändamålet avpassade, mindre bitar. Dessa hettas sedan upp, i en ugn, till 900 grader och doppas därefter i kallt vatten. Yxskallarna bearbetas sedan plastiskt i excenterpressar. Man börjar med att göra det hål som yxskaftet skall sitta i. Ett rörligt tryckstycke rör sig upp och ner, och på maskinens undre del sitter så kallade dynor med olika utseende som ger yxskallens olika delar sin form. Den stålbit som man arbetar med läggs in mellan dynorna och får sin form när tryckstycket slår på den. Efter 50–60 slag har yxskallen fått sin form, det hela tar ungefär en minut. Man fortsätter sedan med att blästra yxskallarna och slipa dem så att de får en jämn yta.
Efter det skall yxskallarna härdas så att stålet blir hårdare. Det görs genom att de doppas ned i 780-gradigt bly. De får sedan kallna, innan de anlöps genom att doppas i en 250-gradig blandning av nitrat och nitrit. Man fortsätter sedan med att måla och lacka yxskallarna. Yxskaften svarvas av en maskin, och därefter monteras de ihop. En press trycker in skaftet ordentligt, som sedan limförseglas.

## Byggnader
Det äldsta huset som står kvar är den så kallade Överhammaren, byggt senast 1785. I början av 1800-talet byggde man ytterligare hus i området, bland annat en herrgård, där dock endast en flygel återstår idag. År 1830 byggdes en bruksskola, där barnen fick undervisning en gång per vecka. I slutet av 1800-talet byggdes fyra flerfamiljshus som fick namnet Sion, Betlehem, Långholmen och Rom. År 1886 fick Hults Bruk en egen brukshandel, och samhället hade livsmedelsaffär ända fram till 1979. 
Herrgården är uppförd under åren 1899–1901 efter ritningar av Isak Gustaf Clason, som har skapat en tidstypisk byggnad med stormaktstida ideal. Huset är byggt i två våningar täckt av ett mansardtak med vindskupor. Mot parken kröns mittpartiet av ett klocktorn och på den motsatta sidan finns ett slottsur inmonterat. Uret tillverkades 1792 av brukssmeden Söderberg och samma år göts klockan.
Då produktionen hela tiden funnits kvar, har gamla byggnader rivits och nya uppförts i takt med att tillverkningen så krävt. De äldre industrilokalerna har ersatts av nya. Längs Hultån finns endast grunderna kvar till de smedjor som en gång fanns där. Skolan finns inte kvar, utan har brunnit ned. Herrgården ägs av Holmen Paper AB, som använder huset för representation.